# Anna Alexandrowna Kostylewa
Anna Alexandrowna Kostylewa (russisch Анна Александровна Костылева, englische Transkription: Anna Kostyleva; * 26. November 2000) ist eine russische Billardspielerin aus Surgut, die in der Billardvariante Russisches Billard antritt.

## Karriere
Im Oktober 2017 nahm Anna Kostylewa erstmals an der russischen Meisterschaft der Damen teil und schied sieglos in der Vorrunde aus.
Im Februar 2018 gab Kostylewa ihr Weltcupdebüt; bei dem Turnier in Moskau setzte sie sich unter anderem gegen Lubov Parizere und Darja Michailowa durch und zog ins Halbfinale ein, in dem sie der späteren Turniersiegerin Diana Mironowa mit 0:4 unterlag. Bei den weiteren Weltcupturnieren des Jahres gelangte sie einmal ins Achtelfinale und zweimal in die Runde der letzten 32.
Bei ihren beiden Teilnahmen an Jugendweltmeisterschaften (2018, 2019) kam Kostylewa jeweils ins Viertelfinale und bei nationalen U21-Meisterschaften gewann sie zwei Medaillen – 2019 Bronze und 2021 Silber.
Anfang 2019 nahm Kostylewa erstmals an einer Weltmeisterschaft der Damen teil; in der Kombinierten Pyramide kam sie nach einer Auftaktniederlage gegen Anna Kotljar durch einen Sieg gegen Anastassija Baurowa ins Achtelfinale, in dem sie der Ukrainerin Anastassija Kowaltschuk unterlag. Nachdem sie 2019 bei den russischen Meisterschaften der Damen nicht über das Achtelfinale hinausgekommen war, gewann sie im Oktober 2020 nach einer Halbfinalniederlage gegen Darja Michailowa ihre erste Medaille. Sechs Monate später sicherte sie sich erneut die Bronzemedaille, diesmal verlor sie im Halbfinale gegen Diana Mironowa.
Nach zwei Jahren ohne Weltcupteilnahme scheiterte Kostylewa beim Moskauer Bürgermeisterpokal im Mai 2021 im Sechzehntelfinale. Im August besiegte sie bei der Freie-Pyramide-WM unter anderem Kazjaryna Perepetschajewa und erreichte das Viertelfinale, in dem sie gegen Marija Karpowa verlor. Beim Kremlin Cup 2021 zog sie ins Halbfinale ein, in dem sie sich Elina Nagula mit 2:5 geschlagen geben musste, und gewann damit ihre zweite Weltcupmedaille.

## Teilnahmen an Weltmeisterschaften
| Disziplin            | 2018  | 2019  | 2020  | 2021  |
| -------------------- | ----- | ----- | ----- | ----- |
| Freie Pyramide       | –     | –     | n. a. | VF    |
| Dynamische Pyramide  | –     | n. a. | n. a. | n. a. |
| Kombinierte Pyramide | n. a. | AF    | n. a. | n. a. |

| Legende | Legende                               |
| ------- | ------------------------------------- |
| S       | Siegerin                              |
| F       | Finalistin                            |
| HF      | Halbfinalistin                        |
| VF      | Viertelfinalistin                     |
| AF      | Achtelfinalistin                      |
| LX      | Niederlage in der Runde der letzten X |
| R2      | Niederlage in Runde 2                 |
| R       | Vorrundenaus/Niederlage in Runde 1    |
| –       | nicht teilgenommen                    |
| n. a.   | nicht ausgetragen                     |